# Miodówko
Miodówko (niem. Honigswalde, Mniodowko) – wieś w Polsce położona w województwie warmińsko-mazurskim, w powiecie olsztyńskim, w gminie Stawiguda.
W latach 1975–1998 miejscowość administracyjnie należała do województwa olsztyńskiego. Wieś znajduje się w historycznym regionie Warmia.